# Подкор’я
Подкор’я (рос. Подкорье) — присілок в Перемишльському районі Калузької області Російської Федерації.
Населення становить 4 особи. Входить до складу муніципального утворення Присілок Хотисино.

## Історія
Від 2004 року входить до складу муніципального утворення Присілок Хотисино

## Населення
| 2002 | 2010 |
| ---- | ---- |
| 6    | ↘4   |